# .ph
.ph es el dominio de nivel superior geográfico (ccTLD) para Filipinas.